# Podul grăniceresc peste râul Sălauța
Podul grăniceresc peste râul Sălauța este un monument istoric aflat pe teritoriul satului Coșbuc; comuna Coșbuc. În Repertoriul Arheologic Național, monumentul apare cu codul 33186.01.